# TAB-71

TAB-71 (rumunsky Transportorul Amfibiu Blindat model 1971, obojživelný obrněný transportér vzor 1971) je název pro variantu sovětského obojživelného obrněného transportéru BTR-60PB vyráběnou v licenci v Rumunsku. TAB-71, který se nachází ve výzbroji rumunské armády od začátku 70. let 20. století, bude nahrazen vyvíjeným obrněným transportérem TBT 8×8.

## Historie

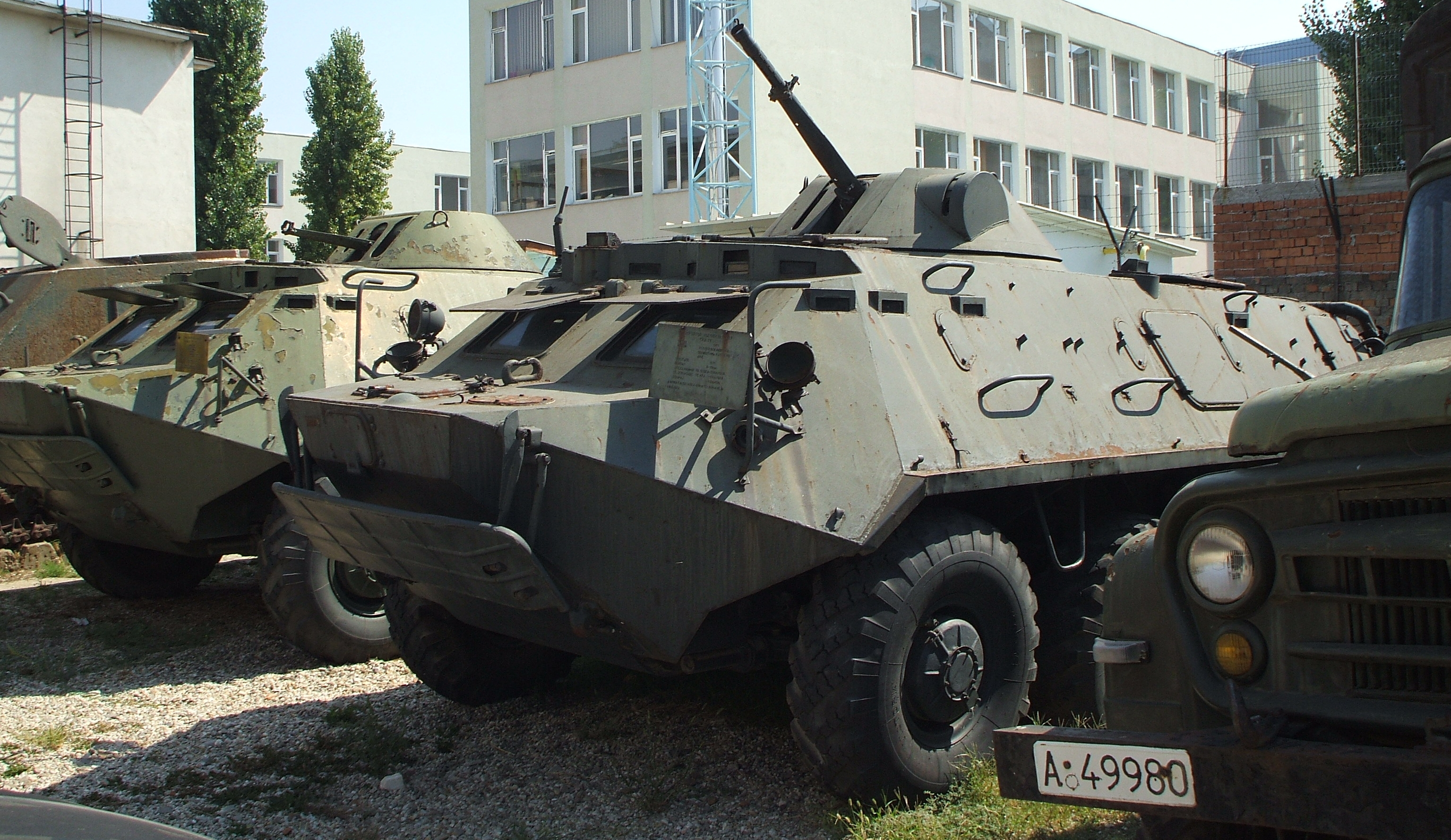
BTR-60 (v pozadí) a TAB-71 (uprostřed) v Národním vojenském muzeu v Bukurešti

Od roku 1962 měla Rumunská socialistická republika potřebnou dokumentaci pro licenční výrobu sovětského obrněného transportéru BTR-60P. S těmito informacemi rumunští inženýři postavili experimentální prototyp TAB-63. Tento model se do výroby nedostal, protože úřady v Bukurešti chtěly licenci na výrobu modernizované verze transportéru, BTR-60PB. Licence na tento model byla získána od SSSR v roce 1970 a výroba byla zahájena ve strojírenském závodě Moreni. Tento obrněný transportér, oficiálně označený TAB-71, byl podobný, ale ne shodný se sovětským vzorem. Hlavním rozdílem byla vylepšená věž a mnohem výkonnější benzínové motory (2 × 140 k oproti 2 × 90 k u BTR-60). Náměr věžových kulometů téměř 90° umožňoval jejich použití proti vzdušným cílům. TAB-71 měl více periskopů pro denní vidění než BTR-60PB a také výrazný optický zaměřovač na levé straně věže: LOTA (luneta de ochire terestră și antiaeriană, pozemní a protiletadlový zaměřovač).
TAB-71 byl modernizován na počátku 80. let 20. století, nové vozidlo bylo označeno TAB-71M (M jako Modernizat), a zahraničními zpravodajskými službami někdy označované také jako TAB-72. Tento model byl výrazně vylepšen, měl dva dieselové motory Saviem 797-05 o výkonu 130 koní každý. Tyto motory byly také používány u následujícího typu TAB-77, odvozeného od sovětského transportéru BTR-70. Zadní část obrněného transportéru byla nyní podstatně zvýšená kvůli většímu motorovému prostoru a výfukové potrubí bylo umístěno vodorovně. TAB-71M měl také přístupový poklop mezi druhým a třetím podvozkovým kolem. Přístup byl velmi obtížný kvůli omezenému prostoru mezi koly, boční poklopy však bylo možné v nouzi použít k evakuaci vozidla a zásobování municí a dalšími zásobami. Zaměřovač LOTA byl nyní chráněn mřížovou klecí.

## Varianty
- TAB-71 - standardní model s benzínovými motory.
- TAB-71M - modernizovaný model s dieselovými motory.
- TAB-71AR (Aruncător de bombe) – verze přizpůsobená pro použití 82mm minometu M1977, rumunské verze sovětského 82-BM-37
- TERA-71L (Tractor de evacuare și reparații auto, evakuační a opravárenský tahač) - specializovaná verze pro odtah a opravy poškozených vozidel.
- TAB-71A R-1450 - velitelská verze vybavená přídavným rádiovým zařízením.
- TAB-71A R-1451 - velitelská verze s doplňkovým rádiovým vybavením.
- TAB-71A R-1452 - velitelská verze s doplňkovým rádiovým vybavením. Vnější vzhled je shodný s verzí R-1451.

## Uživatelé
- Rumunsko
  - Rumunská armáda -  vyrobeno 1872 exemplářů. V roce 2010 Rumunsko vlastnilo 846 transportérů TAB-71, z nichž 375 bylo v provozu. Obrněná vozidla TAB-71 budou vyřazena z provozu, sešrotována a postupně nahrazena budoucím obrněným transportérem TBT 8×8, jehož vývoj byl zahájen 17. března 2011.
  - Rumunská pohraniční stráž
- Chorvatsko
  - Chorvatská armáda - menší množství vozidel používáno v chorvatské válce za nezávislost armádními a policejními jednotkami.[3]
- Moldavsko
  - Moldavská armáda - 161 TAB-71M objednáno v roce 1992 a dodáno v letech 1992-1995. V roce 2010 bylo v provozu 89.
- Jugoslávie
  - V roce 1978 bylo objednáno 40 policejních transportérů TAB-71 a dodáno v letech 1980-1981. Staženo z používání.
- Ukrajina
  - Ukrajinské pozemní síly - v době ruské invaze roku 2022 získaly neznámé množství TAB-71M.[4]

## Fotogalerie

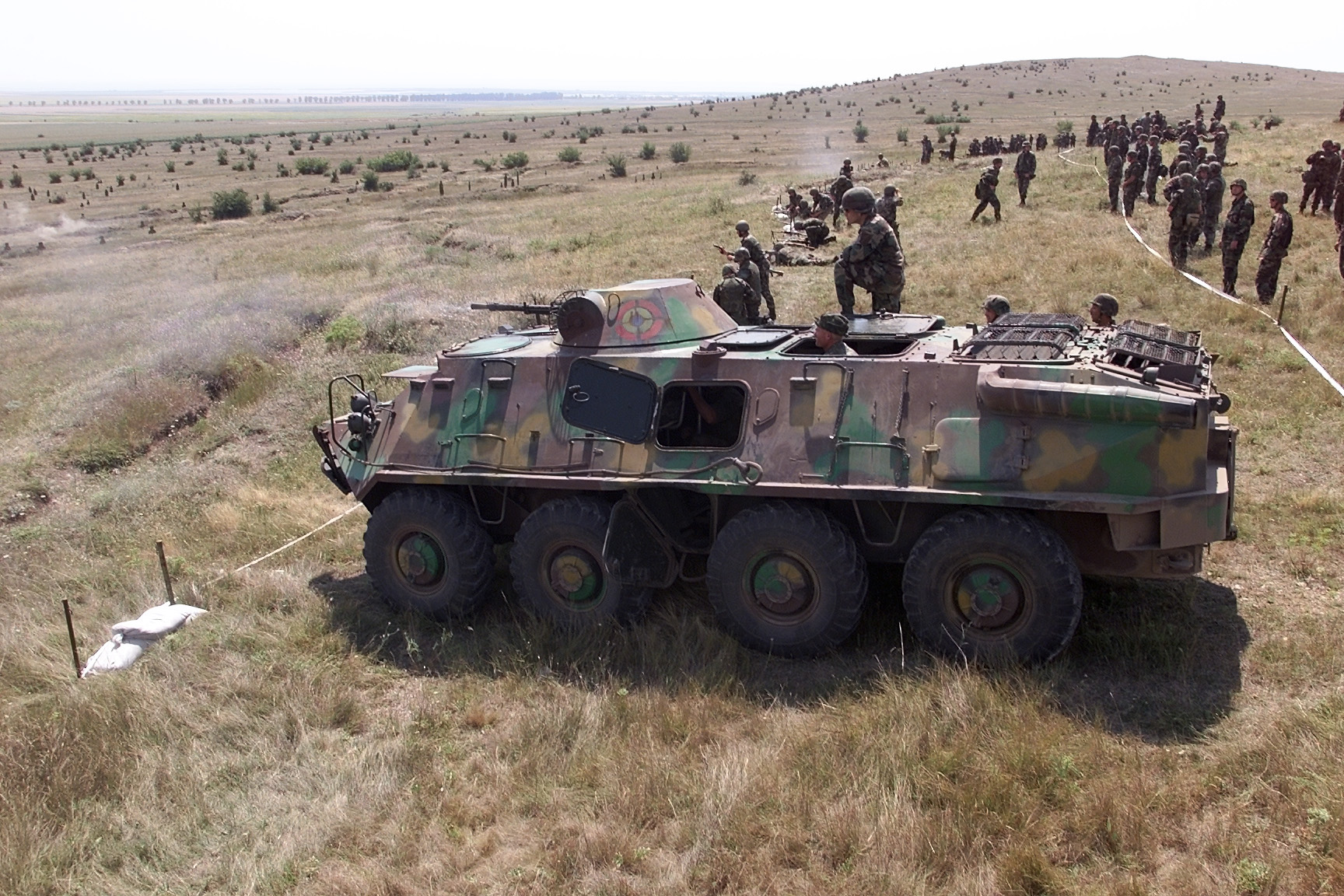
TAB-71M během společného rumunsko-amerického cvičení na střelnici Babadag (2000).
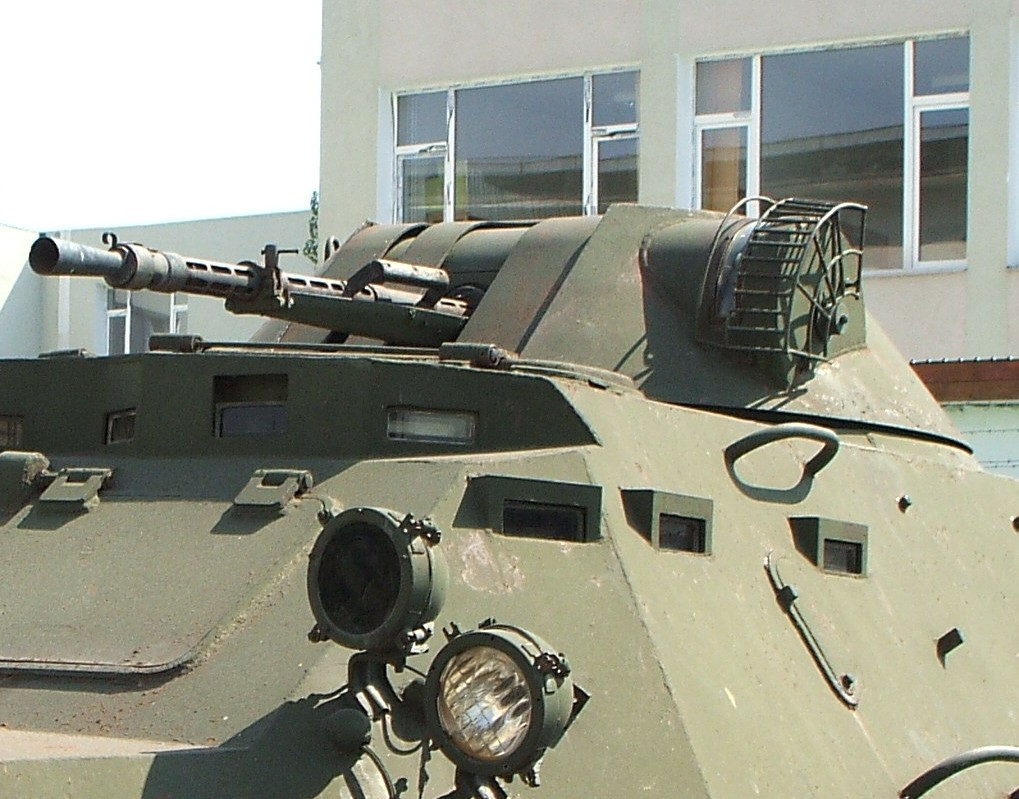
Věž modelu TAB-71M s typickým zaměřovačem LOTA vpravo.
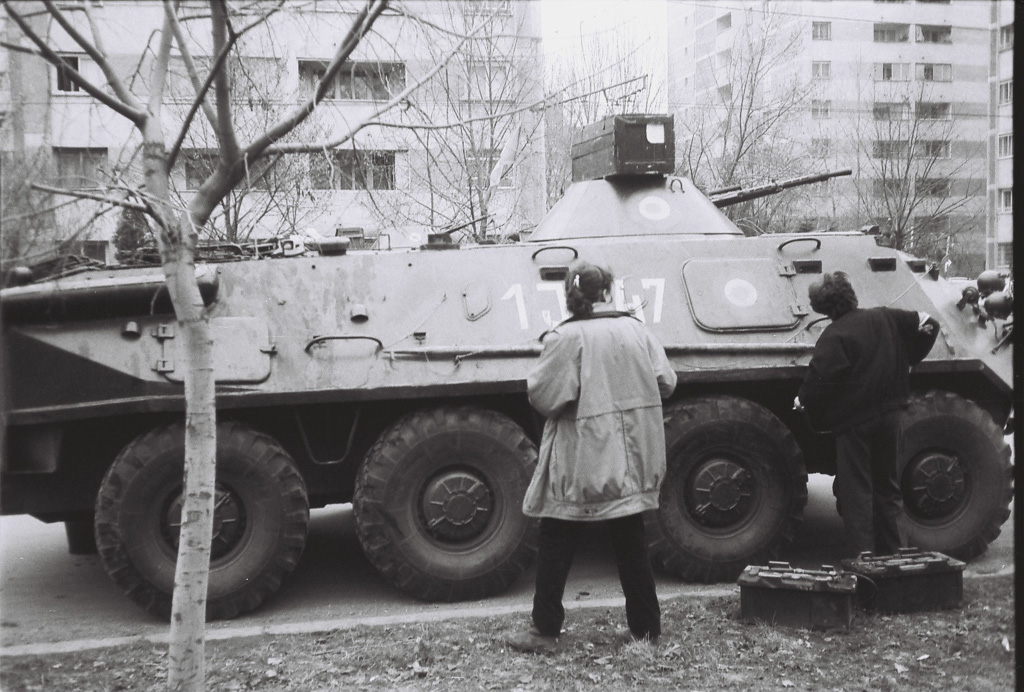
TAB-71 na ulici Miron Constantinescu (v bukurešťské čtvrti Drumul Taberei) v prosinci 1989